# ياكوب أولمان
ياكوب أولمان (بالألمانية: Jakob Ullmann)‏ (و. 1958  م) هو أستاذ جامعي، وملحن ألماني، ولد في فرايبرغ.